# Burg Oka (Bungo)
Die Burg Oka (japanisch 岡城, Oka-jō) befindet sich in der Stadt Taketa, Präfektur Ōita, vormals Provinz Bungo. In der Edo-Zeit residierten dort die Nakagawa kleinere Tozama-Daimyō. Sie gehört zu den wenigen Bergburgen in Japan, die bis 1868 genutzt wurden.

## Geschichte

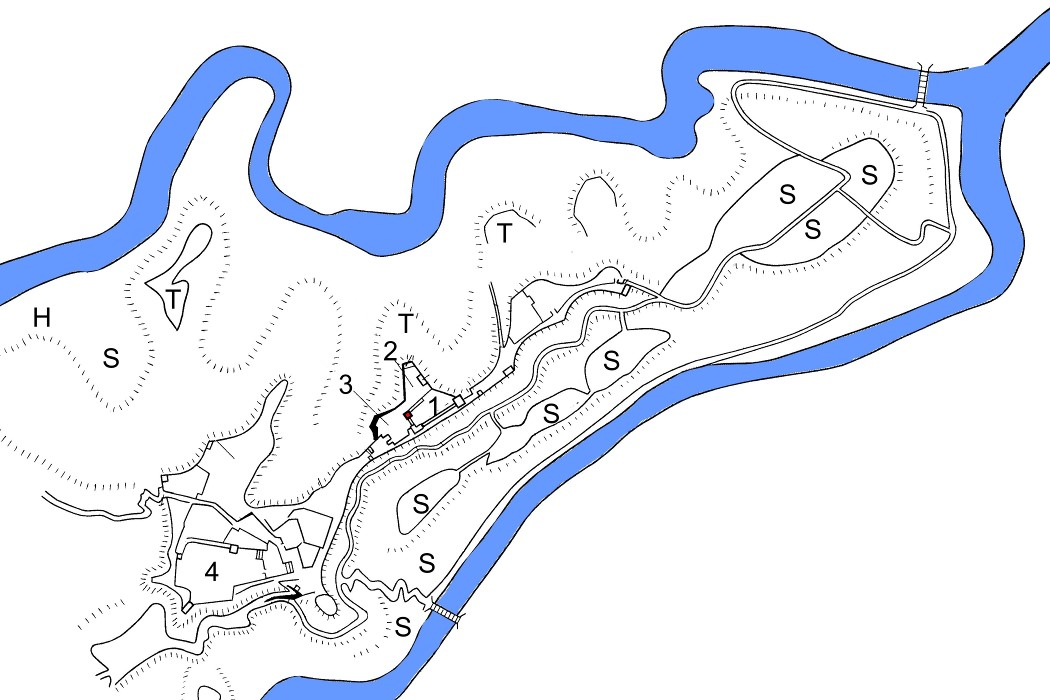
Burg Oka: 1: Hommaru mit dreistöckigem Wachturm als Burgturm-Ersatz, rot markiert
2: Ni-no-maru 3: San-no-maru 4: Nishi-no-maru
S: Samurai-Quartiere T: Tempel und Schreine
H: Han-Schule Yūgakukan (由学館)

Die Burg Oka wurde im Mittelalter zu Beginn der Kamakura-Zeit als Bergburg errichtet. Sie liegt auf einer Bergnase, um die herum sich die Flüsse Shirataki (白滝川) im Norden und Inaba (稲葉川) im Süden vereinigen. Seit der Kemmu-Zeit (1334–1336) waren die Shika (志賀) als höhere Vasallen der Ōtomo Burgherren. Im Kampf gegen die Shimazu im Jahr 1586 verteidigte Shika Chikatsugu (志賀 親次; 1566–1660) mit allen Kräften erfolgreich die Burg. Als die Ōtomo in der Auseinandersetzungen ihre Macht verloren, verloren 1594 auch die Shika die Burg, die nun an Nakagawa Hidenari (中川秀成; 1570–1612) fiel.
Unter den Nakagawa wurde die mittelalterliche Burg mit hohen Steinmauern in eine neuzeitliche umgebaut. Ursprünglich besaß die Burg die üblichen drei Bereiche Hommaru (本丸), Ni-no-maru (二の丸) und San-no-maru (三の丸). Einen Burgturm gab es nicht, seine Funktion übernahm ein dreistöckiger Wachturm im Hommaru. 1636 wurde die Burg um einen West-Bereich, das Nishi-no-maru (西の丸), erweitert. Dort wurde nun die Residenz gebaut.
Nach der Meiji-Restauration verfielen alle Bauwerke der Burg. Nur die Steinmauern blieben erhalten, sie zeigen eine besonders sorgfältige Bauausführung. 1987 wurde zeitweilig eine Attrappe des dreistöckigen Wachturms aufgebaut. Es gibt Zeugnisse dafür, dass es die Ruinen der Burg Oka waren, die den jungen Komponisten Taki Rentarō zu seiner Komposition „Burgruine im Mondschein“ angeregt haben.